# Jesús Menéndez
Pour les articles homonymes, voir Menéndez.
Jesús Menéndez est une ville et une municipalité de Cuba dans la province de Las Tunas.

## Géographie

### Situation
La municipalité de Jesús Menéndez se trouve dans la partie sud de l'île de Cuba, sur la côte nord. Par route, la ville est à 68 km nord-est de sa capitale de province Las Tunas, 188 km nord-ouest de Santiago de Cuba et 708 km sud-est de La Havane.

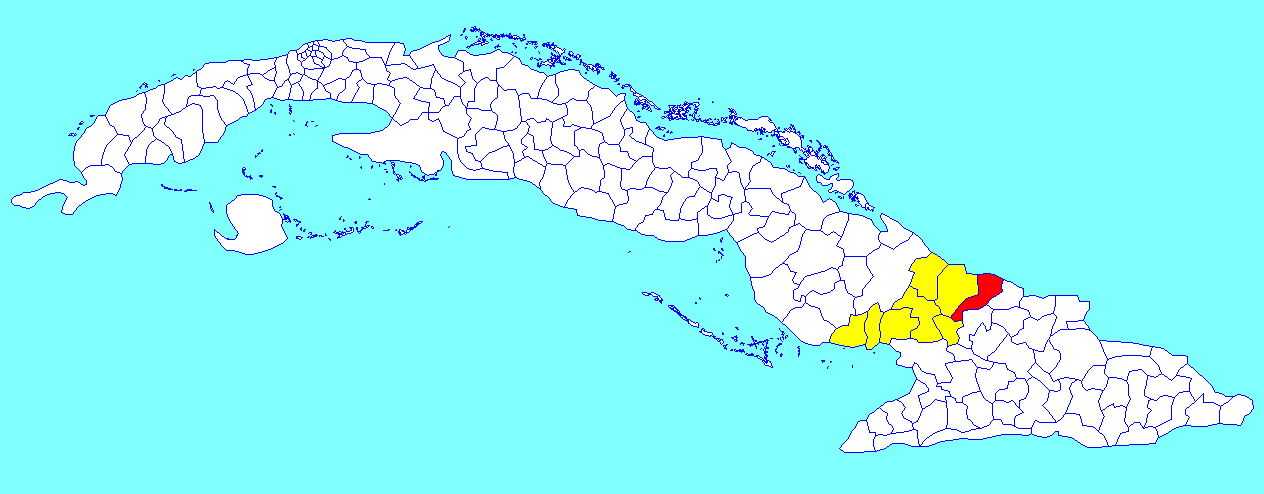
Jesús Menéndez dans la province de Las Tunas

### Divisions administratives
La municipalité comprend huit consejos populares :
- El Batey
- Vedado 3
- El Canal
- Santa María 14
- La Yaya
- Lora
- Pueblo Viejo
- San Agustín

## Population
En 2022 la population de la municipalité est estimée à 46 729 habitants. Pour une surface de 638,2 km2, la densité est de 73,22 habitants/km².